# Iratoșu
Iratoșu (Hongaars: Nagyiratos) is een Roemeense gemeente in het district Arad.
Iratoșu telt 2395 inwoners (2011). Er gaven 1070 inwoners aan etnisch Hongaars te zijn tijdens de volkstelling van 2011 terwijl 1145 personen aangaven etnische Roemenen te zijn. Verder waren er 7 Duitse en 39 Roma personen in 2011. In totaal waren er 125 personen die geen nationaliteit opgaven.
De gemeente bestaat uit drie dorpen, Iratoșu, Variașu Mare en Variașu Mic.

## Bevolkingssamenstelling
Het dorpje Variașu Mare (Nagyvarjas), heeft een in meerderheid Hongaarse bevolking (459 is de totale bevolking, waarvan 197 Roemeens en 234 Hongaarstaligen waren tijdens de volkstelling van 2011).
Het dorpje Variasu Mic heeft ook een Hongaarstalige meerderheid (77 Hongaren, 55 Roemenen op een totale bevolking van 133 personen).
De hoofdkern heeft 1803 inwoners onder wie er 894 Roemeenstalig, 759 Hongaarstalig en 39 Roma waren.

## Ligging
De gemeente ligt direct aan de Hongaarse grens, er is echter geen directe verbinding met de Hongaarse buurdorpen. Dit verloopt via het nabijgelegen grensstation bij Turnu en Battonya.